# WinFS
WinFS (Windows Future Storage) bylo v informatice kódové označení dnes již nevyvíjeného souborového systému firmy Microsoft, který byl založen na databázové technologii SQL, umožňoval indexování metadat, fulltextové vyhledávání a měl poskytovat rychlejší přístup k souborům.